# Igreja da Santa Cruz de Várzea Nova
A Igreja Santa Cruz do município de Várzea Nova, interior da Bahia, foi inaugurada em 14 de setembro de 1969. A igreja faz parte da coleção de templos fundados pelo missionário Padre Alfredo Haasler. cuja atuação evangelizadora deixou um legado marcante em toda a região da Chapada Diamantina e na Diocese de Bonfim, por meio da construção de diversas igrejas que aliam simplicidade arquitetônica, funcionalidade e profundo simbolismo cristão.

## História
A história da Paróquia Santa Cruz, em Várzea Nova, Bahia, tem início com a chegada do missionário Padre Alfredo Haasler, um missionário austríaco que veio para Jacobina, em setembro de 1938, onde esteve à frente da Paróquia de Santo Antônio de Jacobina. Preocupado com a vida religiosa e a educação dos sertanejos, ele criou em 15 de agosto de 1939 a Associação das Escolas Paroquiais de Jacobina. Essa Associação oportunizava o acesso aos estudos e levava também os ensinamentos da doutrina cristã para as pessoas mais afastadas.
Devido ao trabalho missionário do Padre Alfredo Haasler e o reconhecimento das suas obras sociais pelos Sertões da Jacobina em 1956, o deputado estadual Francisco Rocha Pires apresentou à Assembleia Legislativa da Bahia o orçamento para o ano de 1957, no qual estavam previstos recursos para a construção e restauração de algumas igrejas, entre elas a da Vila de Várzea Nova.
Em 1964, a obra ganhou novo impulso com doações da organização Juventude Católica da Áustria, que enviou apoio financeiro para a construção de algumas capelas-escolas, viabilizando o andamento das obras. Com os financiamentos vindos da Europa, somados às verbas públicas estaduais e federais, além das contribuições dos benfeitores da associação, iniciou a construção de capelas que também funcionavam como escolas. Essas iniciativas contribuíram significativamente para o fortalecimento da fé e da educação nas comunidades beneficiadas.

## Construção
A construção iniciou-se efetivamente em 1965 e finalizou-se em 1969. O templo foi projetado com um formato simbólico de cruz, representando a fé central do cristianismo: a nave principal simboliza o corpo, os salões laterais representam os braços e o salão dos fundos, a cabeça, onde ficou a sacristia.
O material utilizado na construção foi reunido de forma voluntária pelos proprietários de veículos e outros moradores, que organizaram mutirões para coletar pedras, barro e outros insumos necessários. As pedras usadas no revestimento foram trazidas da Serra do Tombador, em Jacobina, o que demonstra não apenas o esforço coletivo, mas também o fortalecimento dos laços regionais e a devoção da comunidade.
Em 1965, deu-se início a construção da igreja, sob a administração do mestre de obras João Nery Santiago. Com ampla experiência e profunda ligação com a missão evangelizadora do Padre Alfredo, João Nery acompanhou o sacerdote por muitos anos em suas obras missionárias, sendo responsável pela construção e liderança de diversas igrejas na região de Jacobina e em outras localidades pertencentes à Diocese de Bonfim.

## Inauguração e elevação para Paróquia
Após anos de trabalho, a igreja foi finalmente inaugurada em 14 de setembro de 1969, com uma missa solene celebrada pelo próprio Padre Alfredo Haasler. Em 14 de setembro de 2000, a igreja foi elevada oficialmente à condição de paróquia pela Diocese de Bonfim, pelo então bispo da Dom Jairo Rui de Matos Silva, recebendo o nome de Paróquia Santa Cruz, em consonância com a longa tradição de devoção local à Santa Cruz.

## Outras igrejas erguidas por Padre Alfredo Haasler
Para além da construção da Igreja Santa Cruz, no município de Várzea Nova, o missionário Padre Alfredo Haasler desempenhou um papel fundamental na edificação de diversos outros templos religiosos no interior da Bahia, especialmente na região conhecida como Sertão das Jacobinas. Sua atuação resultou na fundação de igrejas que se tornaram marcos da fé e da organização pastoral em várias comunidades. Entre as localidades beneficiadas por sua missão evangelizadora e construtora, destacam-se os distritos e cidades de Capim Grosso e Várzea Nova, e os distritos de Lages do Batata e Caatinga do Moura, em Jacobina e Gonçalo, em Caém, entre outros locais, onde igrejas foram erguidas com o apoio das populações locais, sob sua orientação espiritual e administrativa.
Essas construções tão semelhantes só foram possíveis graças ao mestre de obras João Nery Santiago, figura central na realização das obras arquitetônicas promovidas pelo Padre Alfredo Haasler na região. Reconhecido como o grande arquiteto desses templos, João Nery não apenas administrou a construção da Igreja Matriz de Santa Cruz, em Várzea Nova, mas também liderou e coordenou a edificação de diversas outras igrejas na Diocese de Bonfim e no Sertão das Jacobinas. Sua expertise técnica, aliada ao compromisso com a missão evangelizadora, permitiu transformar projetos simples em templos funcionais e carregados de simbolismo, capazes de atender às necessidades espirituais das comunidades locais.

## Tradicional Festa de Gratidão e Exaltação da Santa Cruz
A tradicional Festa de Gratidão e Exaltação da Santa Cruz, celebrada no município de Várzea Nova, Bahia, é uma das principais manifestações religiosas e culturais da cidade, com profundo significado espiritual para a comunidade católica local. A festa ocorre anualmente no mês de setembro, quando a Igreja Católica celebra liturgicamente a Exaltação da Santa Cruz. A celebração de Santa Cruz é um momento especial para a comunidade de Várzea Nova, demonstrando a forte conexão entre a fé religiosa e a vida da cidade. A festa reafirma a importância da devoção popular e da união comunitária em torno de valores espirituais e culturais compartilhados, que moldam a identidade do povo varzeanovense.